# Benet XII
Benet XII (Saverdun, 1280 - Avinyó, 25 d'abril de 1342) va ser Papa de l'Església Catòlica del 1334 al 1342. Fou el tercer Papa del pontificat d'Avinyó. Les profecies de Sant Malaquies es refereixen a aquest papa com Abbas frigidus (L'abat fred), citació que fa referència a què abans de ser elegit pontífex va ser sacerdot del Monestir de Fontfride (Font Freda).

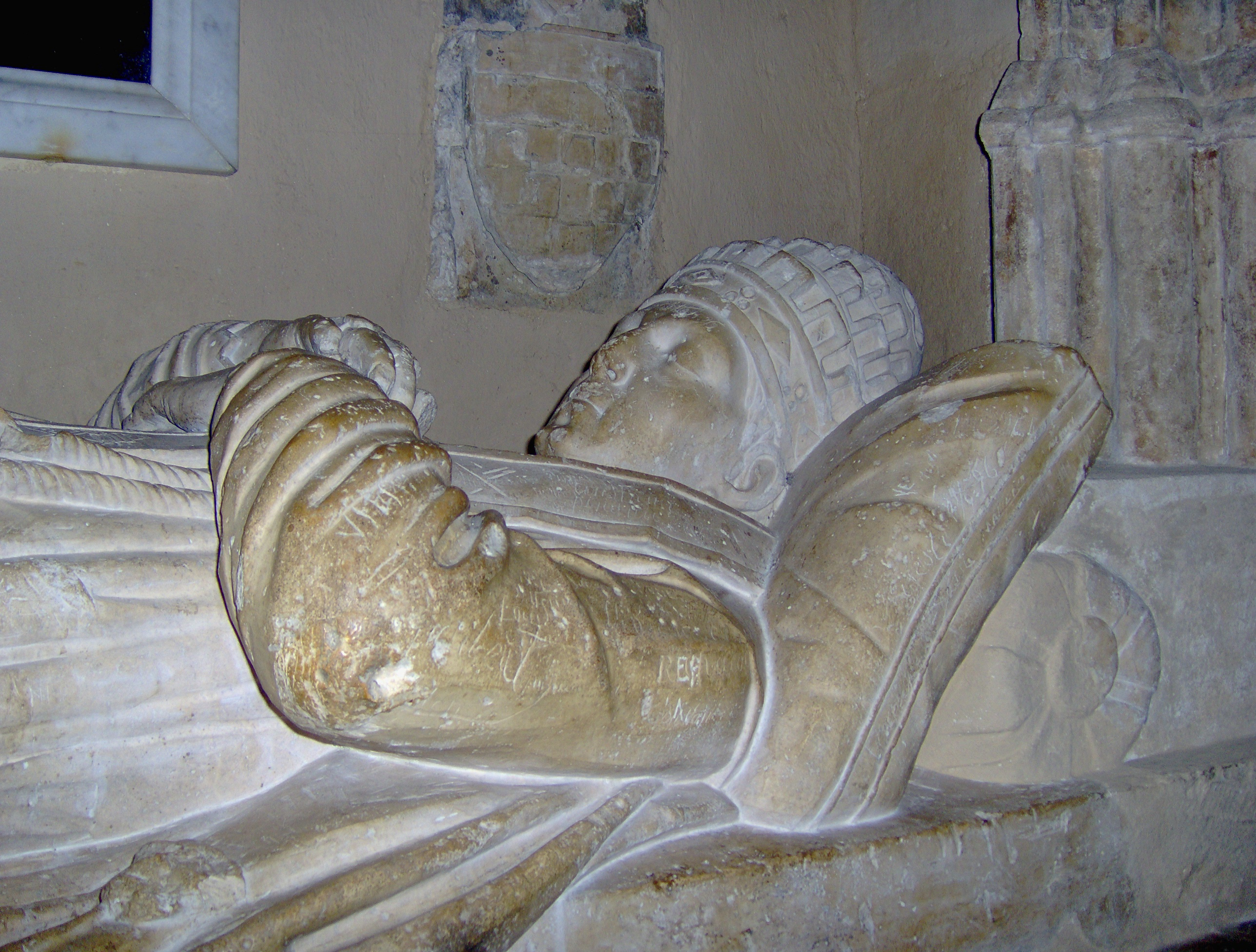
Tomba de Benet XII a la catedral de Notre-Dame-des-Doms d'Avinyó

De nom seglar Jacme Fornier, fill de la modesta família d'un forner, va ingressar com a monjo al monestir cistercenc de Boulbonne des d'on fou traslladat a l'abadia de Fontfreda l'abat de la qual era el seu oncle. Aquest el va enviar a estudiar teologia a París.
Després de finalitzar els seus estudis el 1310 va succeir el seu oncle com a abat a Fontfreda on romangué fins que el 1317 fou nomenat bisbe de Pàmies, càrrec en el qual destacà com a perseguidor dels heretges càtars.
El 1326 va passar a ser bisbe de Mirapeis i a l'any següent és nomenat cardenal, rebent el renom de "el cardenal blanc" en conservar l'hàbit de l'orde cistercenc.
Triat Papa el 20 de desembre del 1334, es diu que en conèixer el resultat va cridar als cardenals "Han elegit a un ase", va ser consagrat el 8 de gener del 1335. Al principi va voler tornar a fixar la seu pontifícia a Roma, però la conflictiva situació en la qual es trobava immersa la península Itàlica li va fer mantenir la seu a Avinyó, on va començar la construcció del palau dels Papes.
Va intervenir per aconseguir la pau entre la República de Gènova i la Corona d'Aragó i aturar la guerra, que va aconseguir el 1366, i aquell any va promulgar la butlla Benedictus Deus en la qual va fixar oficialment la doctrina catòlica sobre la visió beatífica, segons la qual els morts en gràcia de Déu gaudeixen de la seva visió fins al Judici Final.
Durant el seu pontificat va combatre la simonia i el nepotisme i va tractar de revertir el Cisma d'Orient.
Va morir el 25 d'abril de 1342.